# Franjevački samostan i crkva Uznesenja BDM u Zaostrogu
Franjevački samostan i župna crkva Uznesenja BDM u mjestu Zaostrogu, općina Gradac.

## Opis dobra
Franjevački samostan u Zaostrogu sagrađen je u 16. i 17. stoljeću. Građen je u obliku četverokuta, a sa sjeverne je strane omeđen crkvom. Samostan su u 14. stoljeću osnovali augustinci, koji ga nakon pada Bosne 1463. godine napuštaju, a naseljavaju ga franjevci izbjegli iz provincije Bosne Srebrene. Odlaskom Turske vlasti 1684. godine, samostan koji je imao oblik kvadrata s klaustrom, dobiva dva nova krila, zapadno i južno, a kasnije i istočno.
Crkva Uznesenja Blažene Djevice Marije izgrađena je 1747. godine na mjestu starije crkve svete Marije. Crkva je nadograđena 1874. godine kada je podignut i neoromanički zvonik na jugoistočnoj strani. Do crkve vodi popločana staza, s lijeve strane staze nalazi se groblje, a s desne drvored čempresa. Pročelje crkve građeno je u baroknom slogu, a posebno se ističe glavni ulaz nad kojim je profilirani nadvratnik s natpisom iz 1589. godine pisanim na bosančici hrvatskim jezikom koji govori o posveti samostanske crkve. U apsidi je sakristija, a iznad nje kor s orguljama koje je izradio Petar Nakić 1738. godine. Glavni mramorni oltar izradio je 1722. godine majstor Vinko Panigo. U crkvi se nalazi grob fra Andrije Kačića Miošića koji je u ovom samostanu živio i radio. U samostanu se od osnutka održala humanistička škola i prikupljala se arhivska i bibliotečna građa. Danas biblioteka smještena u samostanu broji preko 30.000 naslova koji uključuju 27 inkunabula, te arhivsku građu. U samostanu se čuva i bogata zbirka umjetničkih djela. Uz samostanski sklop se nalazi vrt omeđen zidovima, kao i stari maslinik sjeverno od samostana. Posebno ose valorizira botanički vrt u sklopu samostanskog vrta. Sve nabrojeno čini samostan i crkvu u Zaostrogu jedinstvenim, slojevitim kulturnim dobrom važnim podjednako za hrvatsku povijest, književnost i umjetnost.

## Zaštita
Pod oznakom Z-5930 zavedeni su kao nepokretno kulturno dobro - pojedinačno, pravna statusa zaštićena kulturnog dobra, klasificirano kao "sakralno-profana graditeljska baština".